# گایور
گایور (به انگلیسی: Guyver) (در اروپا و جنوب آمریکا به عنوان: موترونیکس-Mutronics منتشر شد) یک فیلم سینمایی آمریکایی محصول سال ۱۹۹۱ در ژانر ابرقهرمان است. دنباله این اثر در سال ۱۹۹۴ به نام گایور: قهرمان تاریکی منتشر شد.

## بازیگران
- جک آرمسترانگ در نقش شان بارکر / گایور
- مارک همیل به عنوان ماکس رید
- ویویان وو در نقش میزوکی سگاوا
- دیوید گیل در نقش فولتون بالکوس
- مایکل بریمن در نقش لیسکر
- جیمی واکر در نقش MC Striker
- پیتر اسپلوس در نقش رمزی
- ادویه ویلیامز-کراسبی در نقش وبر
- Willard E. Pugh در نقش سرهنگ قلعه
- جفری کمبس در نقش دکتر ایست
- دیوید ولز در نقش دکتر گوردون
- لینی کوئیگلی
- کرگ پایک در نقش دکتر تتسو سگاوا

## نکات مهم
نسخه آمریکایی فیلم که توسط نیو لاین توزیع شد، چندین صحنه را قطع کرد تا بیشتر از شوخ‌طبعی به اکشن متمرکز شود. یوزنا تهیه‌کننده در مورد برخی از انتخاب‌ها سردرگمی نشان داد.